# OECD의 마천루 목록
다음은 OECD의 마천루 목록이다. OECD 회원국 중 미국이 가장 많은 마천루를 보유중이다.

## OECD에서 가장 높은 마천루
아래 목록은 300m 이상인 OECD 회원국에 위치한 마천루이다.
| 순위 | 이름                             | 도시         | 나라           | 높이 (m) | 층수 | 완공 |
| ---- | -------------------------------- | ------------ | -------------- | -------- | ---- | ---- |
| 1    | 롯데월드타워                     | 서울         | 대한민국       | 555      | 123  | 2016 |
| 2    | 원 월드 트레이드 센터            | 뉴욕         | 미국           | 541      | 104  | 2013 |
| 3    | 센트럴 파크 타워                 | 뉴욕         | 미국           | 472      | 98   | 2020 |
| 4    | 윌리스 타워                      | 시카고       | 미국           | 442      | 108  | 1974 |
| 5    | 원 밴더빌트                      | 뉴욕         | 미국           | 427      | 162  | 2020 |
| 6    | 432 파크 애비뉴                  | 뉴욕         | 미국           | 425      | 85   | 2015 |
| 7    | 트럼프 인터내셔널 호텔 앤드 타워 | 시카고       | 미국           | 423      | 98   | 2009 |
| 8    | 해운대 엘시티 더샵 랜드마크 타워 | 부산         | 대한민국       | 411      | 101  | 2019 |
| 9    | 30 허드슨 야드                   | 뉴욕         | 미국           | 387      | 73   | 2019 |
| 10   | 엠파이어 스테이트 빌딩           | 뉴욕         | 미국           | 381      | 102  | 1931 |
| 11   | 뱅크 오브 아메리카 타워          | 뉴욕         | 미국           | 365      | 55   | 2009 |
| 12   | 비스타 타워                      | 시카고       | 미국           | 362      | 92   | 2020 |
| 13   | Aon 센터                         | 시카고       | 미국           | 346      | 83   | 1973 |
| 14   | 존 핸콕 센터                     | 시카고       | 미국           | 344      | 100  | 1969 |
| 15   | 컴캐스트 테크놀로지 센터         | 필라델피아   | 미국           | 341      | 59   | 2018 |
| 16   | 윌셔 그랜드 센터                 | 로스앤젤레스 | 미국           | 335      | 62   | 2017 |
| 17   | 파크원 타워 A                    | 서울         | 대한민국       | 333      | 69   | 2020 |
| 18   | 3 월드 트레이드 센터             | 뉴욕         | 미국           | 329      | 69   | 2018 |
| 19   | 세일즈포스 타워                  | 샌프란시스코 | 미국           | 326      | 60   | 2018 |
| 20   | Q1                               | 골드 코스트  | 오스트레일리아 | 323      | 78   | 2005 |
| 21   | 53 웨스트 53                     | 뉴욕         | 미국           | 320      | 77   | 2019 |
| 22   | 크라이슬러 빌딩                  | 뉴욕         | 미국           | 319      | 77   | 1930 |
| 23   | 뉴욕 타임스 빌딩                 | 뉴욕         | 미국           | 319      | 52   | 2007 |
| 24   | 오스트레일리아 108               | 멜버른       | 오스트레일리아 | 317      | 100  | 2020 |
| 25   | 뱅크 오브 아메리카 플라자        | 애틀랜타     | 미국           | 312      | 55   | 1992 |
| 26   | U.S. 뱅크 타워                   | 로스앤젤레스 | 미국           | 310      | 72   | 1989 |
| 27   | 더 샤드                          | 런던         | 영국           | 309      | 72   | 2012 |
| 28   | 35 허드슨 야드                   | 뉴욕         | 미국           | 308      | 71   | 2019 |
| 29   | AT&T 코퍼레이트 센터             | 시카고       | 미국           | 307      | 60   | 1989 |
| 30   | 원57                             | 뉴욕         | 미국           | 306      | 75   | 2014 |
| 31   | TO.P 토레 1                      | 몬테레이     | 멕시코         | 305.3    | 64   | 2020 |
| 32   | JP 모건 체스 타워                | 휴스턴       | 미국           | 305      | 75   | 1982 |
| 33   | 포스코타워-송도                  | 인천         | 대한민국       | 305      | 68   | 2014 |
| 34   | 투 프루덴셜 플라자               | 시카고       | 미국           | 303      | 64   | 1990 |
| 35   | 원 맨해튼 웨스트                 | 뉴욕         | 미국           | 303      | 67   | 2019 |
| 36   | 웰스 파고 플라자                 | 휴스턴       | 미국           | 302      | 71   | 1983 |
| 37   | 해운대 두산위브더제니스 101동    | 부산         | 대한민국       | 301      | 80   | 2011 |
| 38   | 코메르츠방크 타워                | 프랑크푸르트 | 독일           | 300      | 56   | 1997 |
| 39   | 그란 토레 산티아고               | 산티아고     | 칠레           | 300      | 64   | 2013 |
| 40   | 아베노하루카스                   | 오사카       | 일본           | 300      | 60   | 2014 |

## 역대 OECD에서 가장 높은 마천루
OECD가 설립된 1961년 이후만 기재했으며, 현재 파괴된 건물은 회색으로 처리했다. 
| 이름                   | 나라     | 도시   | 가장 긴 년도 | 높이 (m) | 층수 | 비고                    |
| ---------------------- | -------- | ------ | ------------ | -------- | ---- | ----------------------- |
| 엠파이어 스테이트 빌딩 | 미국     | 뉴욕   | 1961-1972    | 381      | 102  |                         |
| 구 세계 무역 센터 1    | 미국     | 뉴욕   | 1972-1974    | 417      | 110  | 9.11 테러로 인해 파괴됨 |
| 윌리스 타워            | 미국     | 시카고 | 1974-2013    | 442      | 108  |                         |
| 원 월드 트레이드 센터  | 미국     | 뉴욕   | 2013-2016    | 541      | 104  |                         |
| 롯데월드타워           | 대한민국 | 서울   | 2016-        | 555      | 123  |                         |

OECD가 설립된 이후 OECD에서 가장 높은 마천루들은 계속 미국에 있었으며, 윌리스 타워가 세계에서 가장 높은 마천루라는 기록이 깨진 1998년 이후부터 2013년 원 월드 트레이드 센터가 완공되기 전까지 윌리스 타워보다 더 높은 마천루들은 모두 OECD 회원국이 아닌 국가에 건설되었다.
2016년 대한민국 서울에 롯데월드타워가 완공되면서 사상 최초로 OECD에서 가장 높은 마천루가 미국 이외의 국가에 위치하게 되었다.

## 갤러리

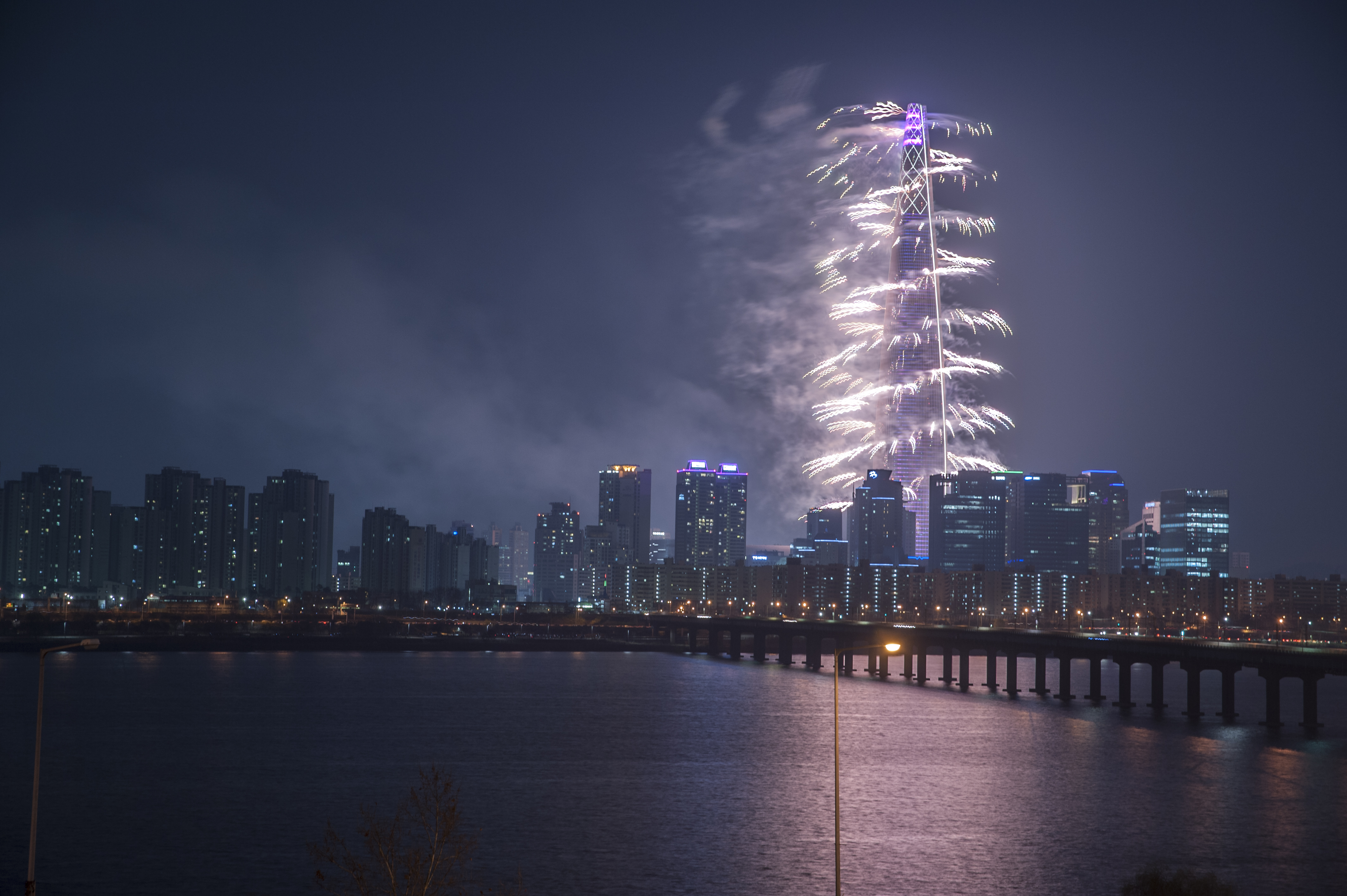
대한민국에서 가장 높은 마천루 롯데월드타워
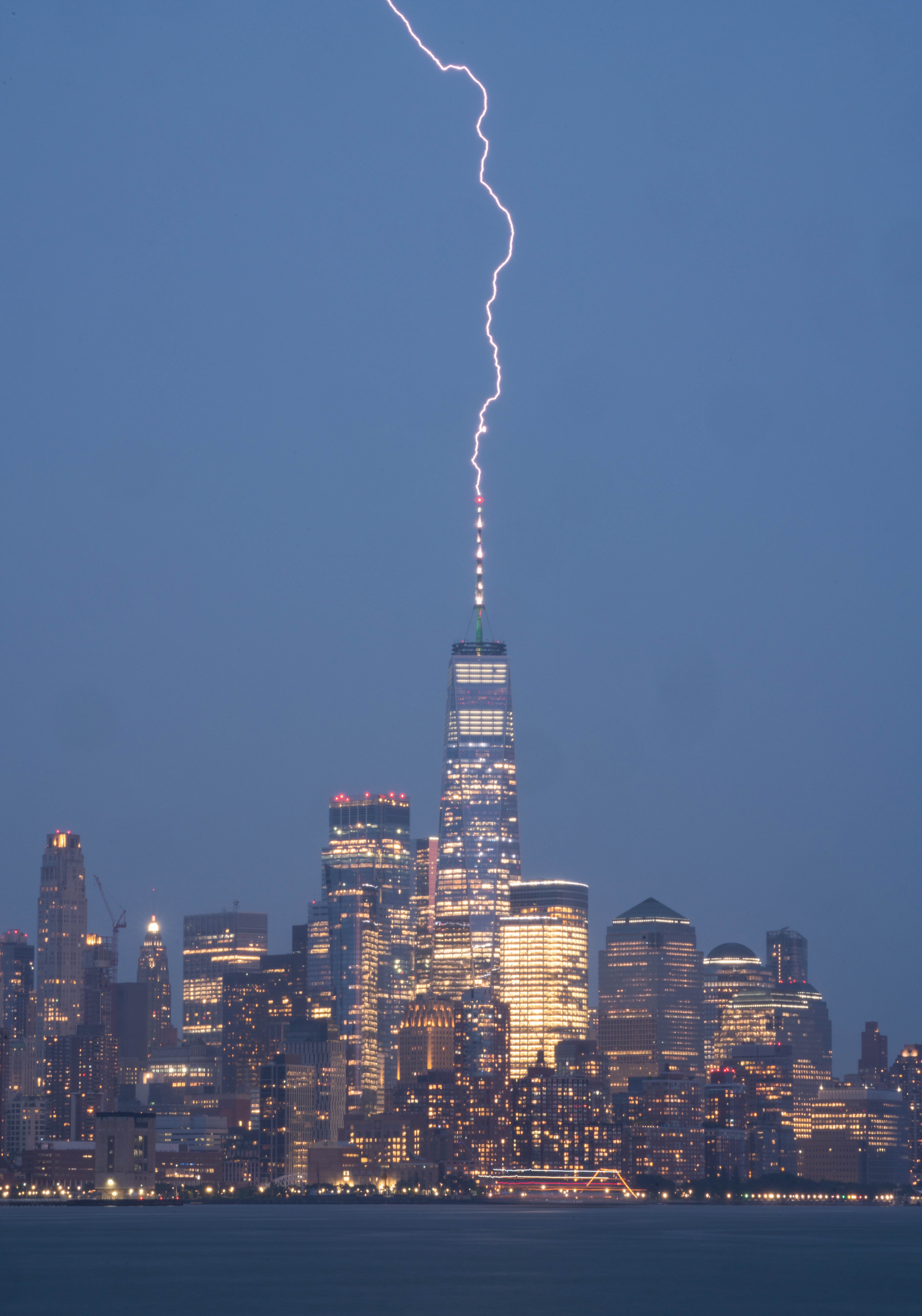
미국에서 가장 높은 마천루 원 월드 트레이드 센터
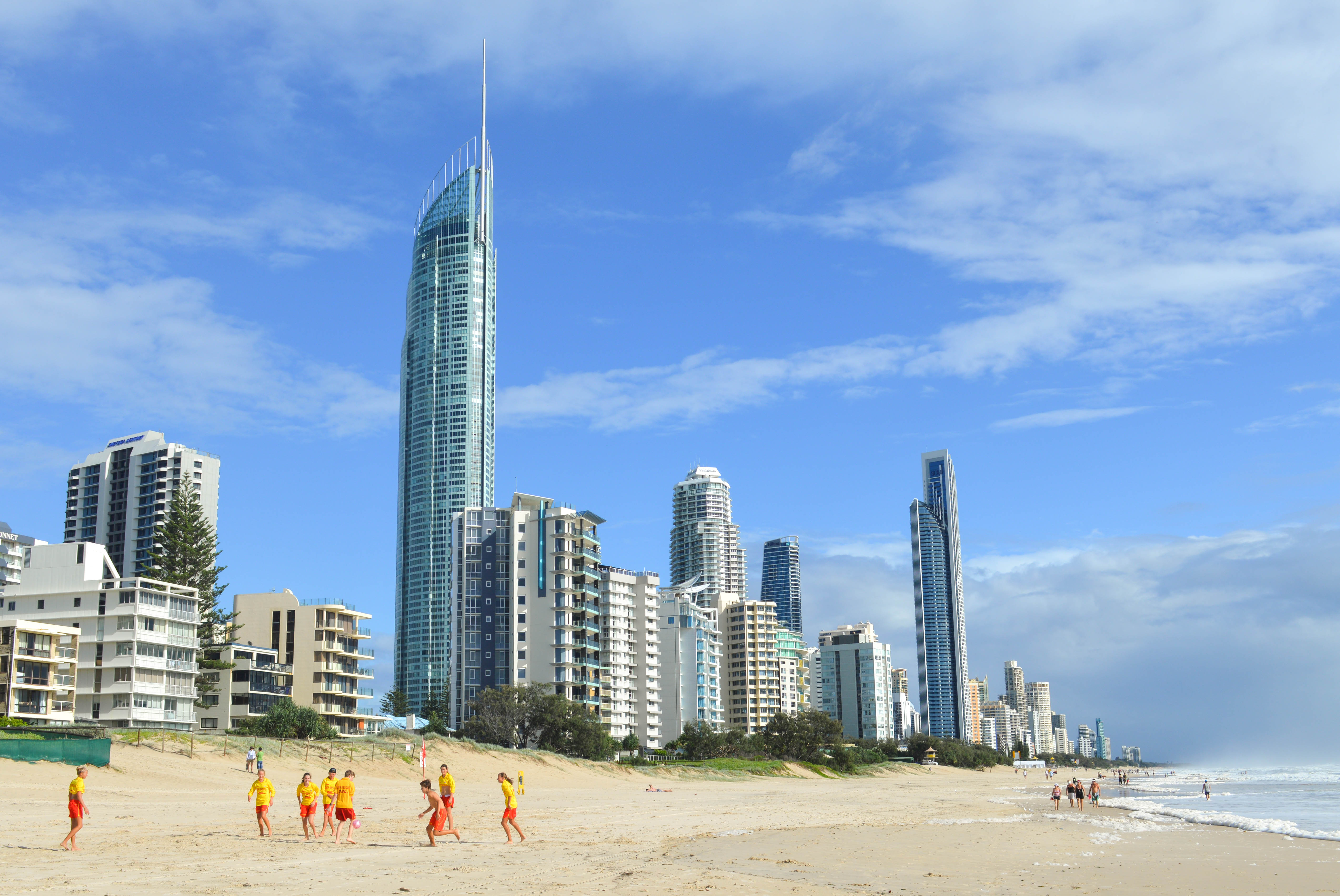
오스트레일리아에서 가장 높은 마천루 Q1
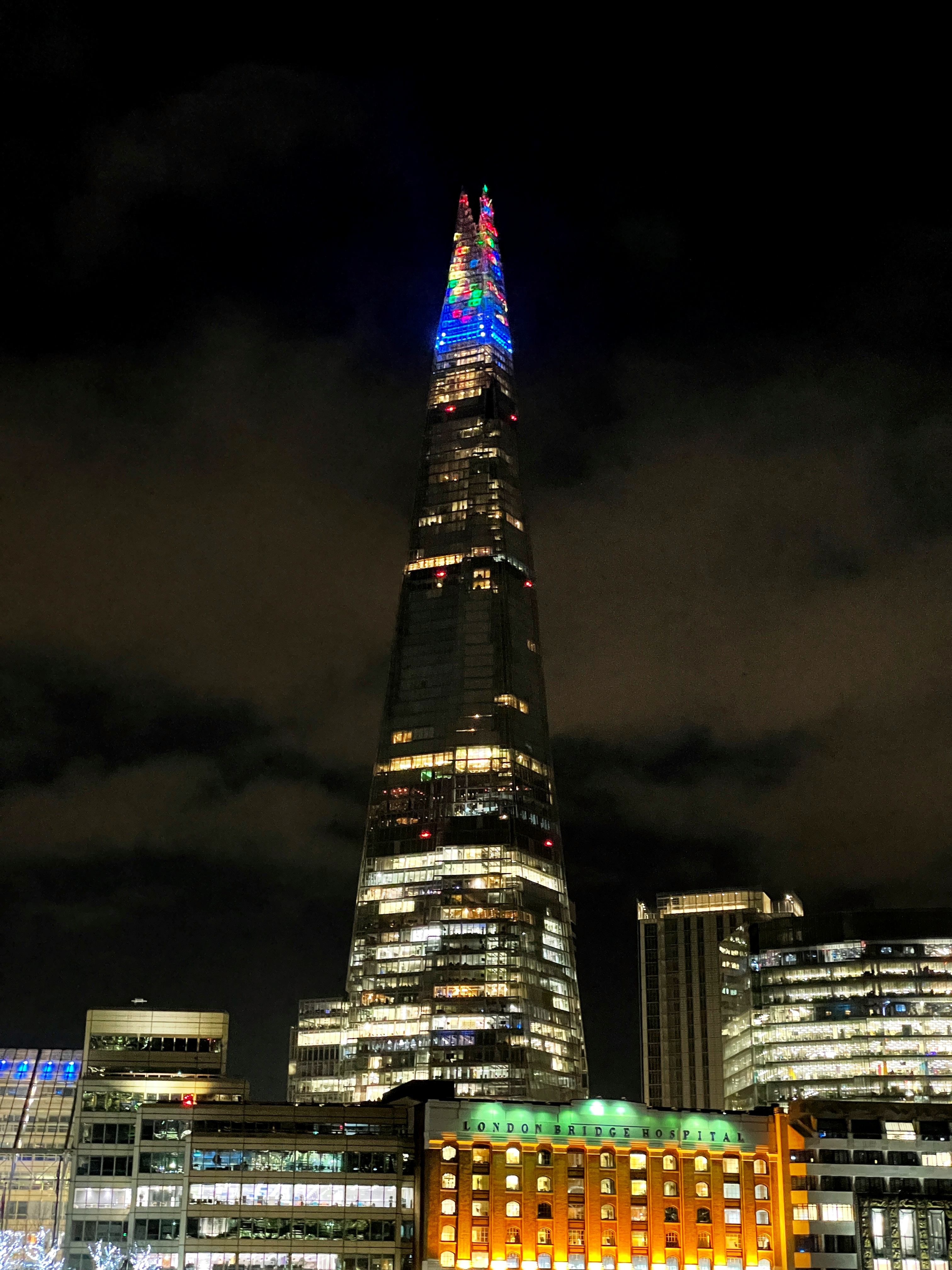
영국에서 가장 높은 마천루 더 샤드
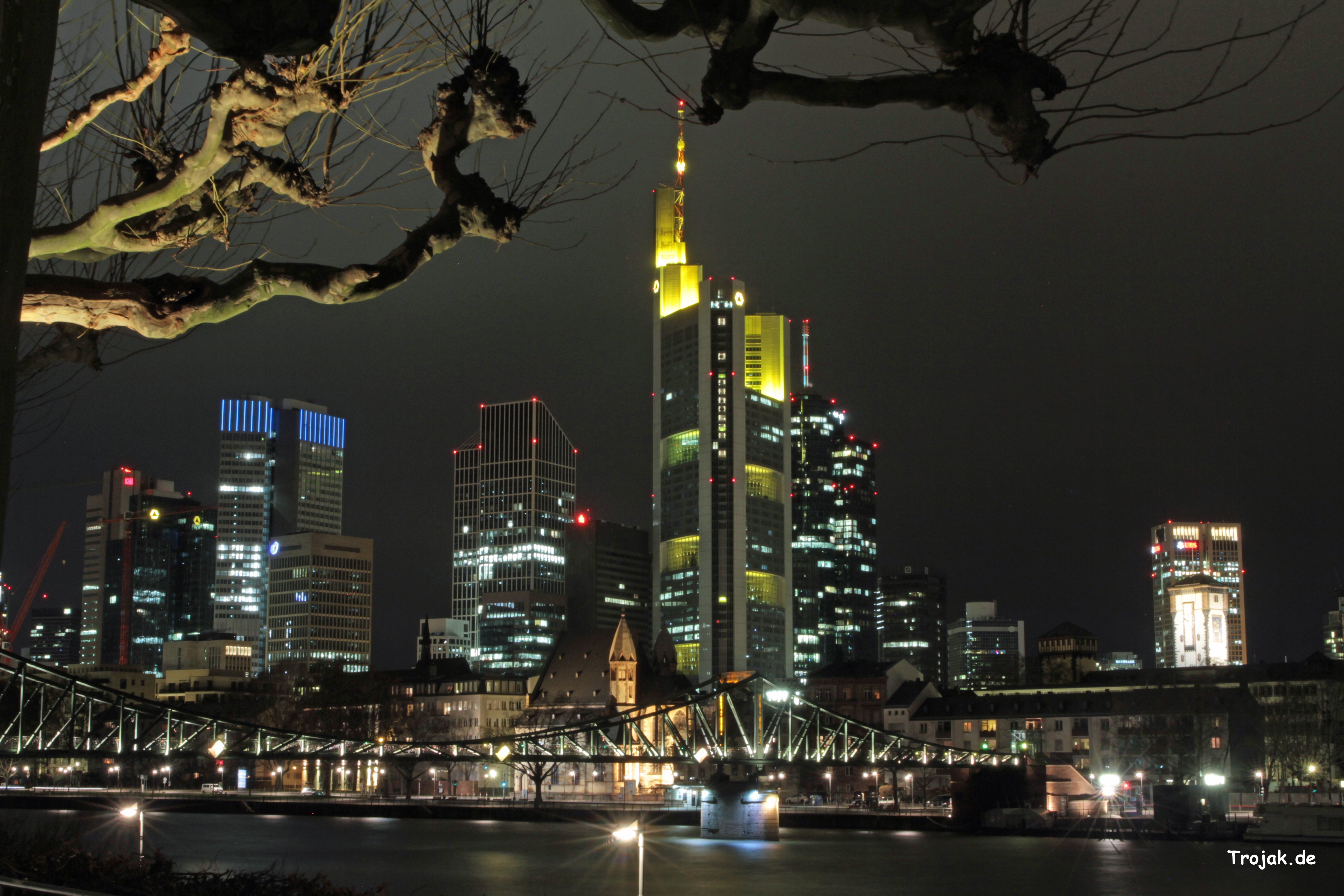
독일에서 가장 높은 마천루 코메르츠방크 타워
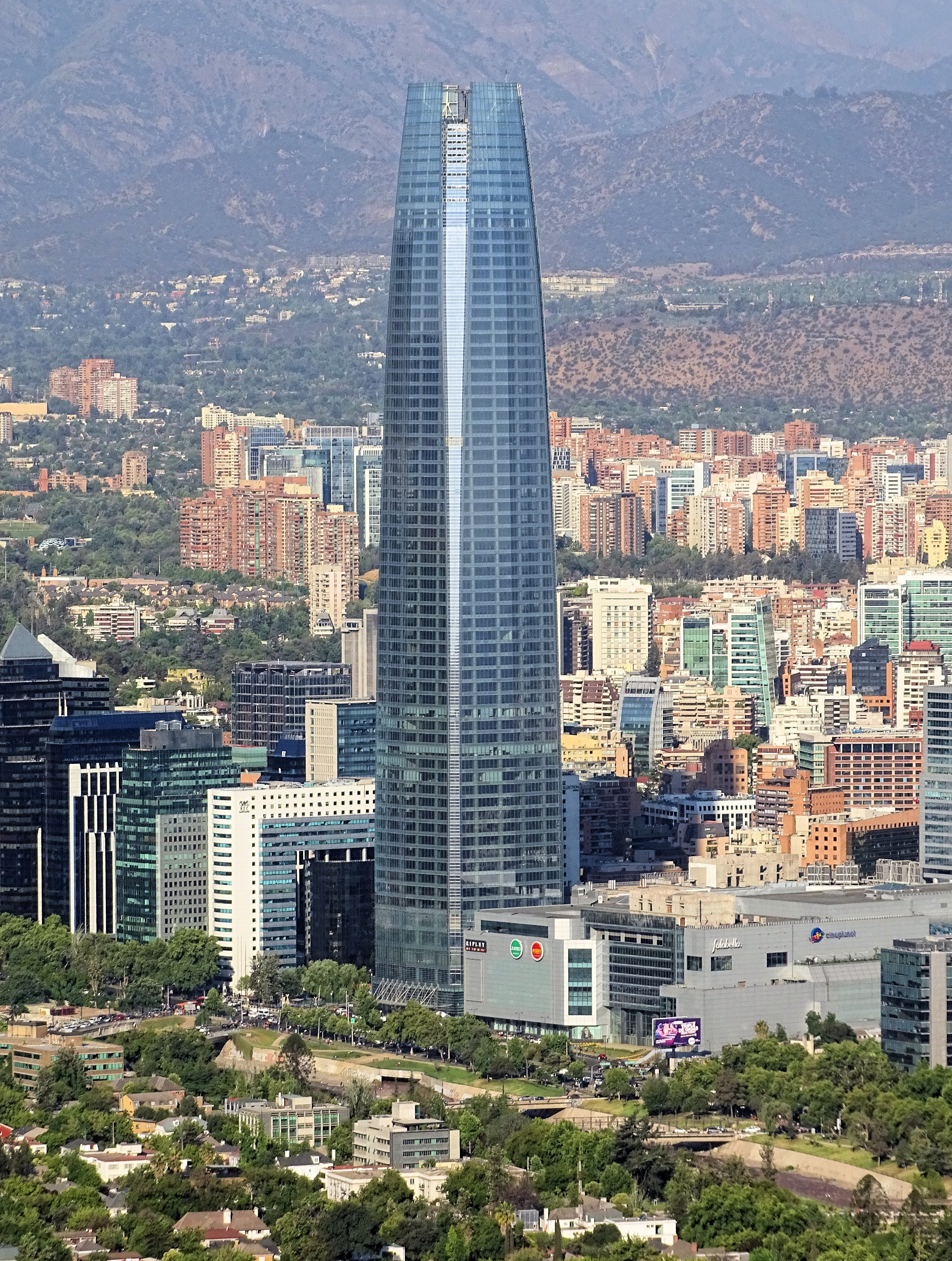
칠레에서 가장 높은 마천루 그란 토레 산티아고
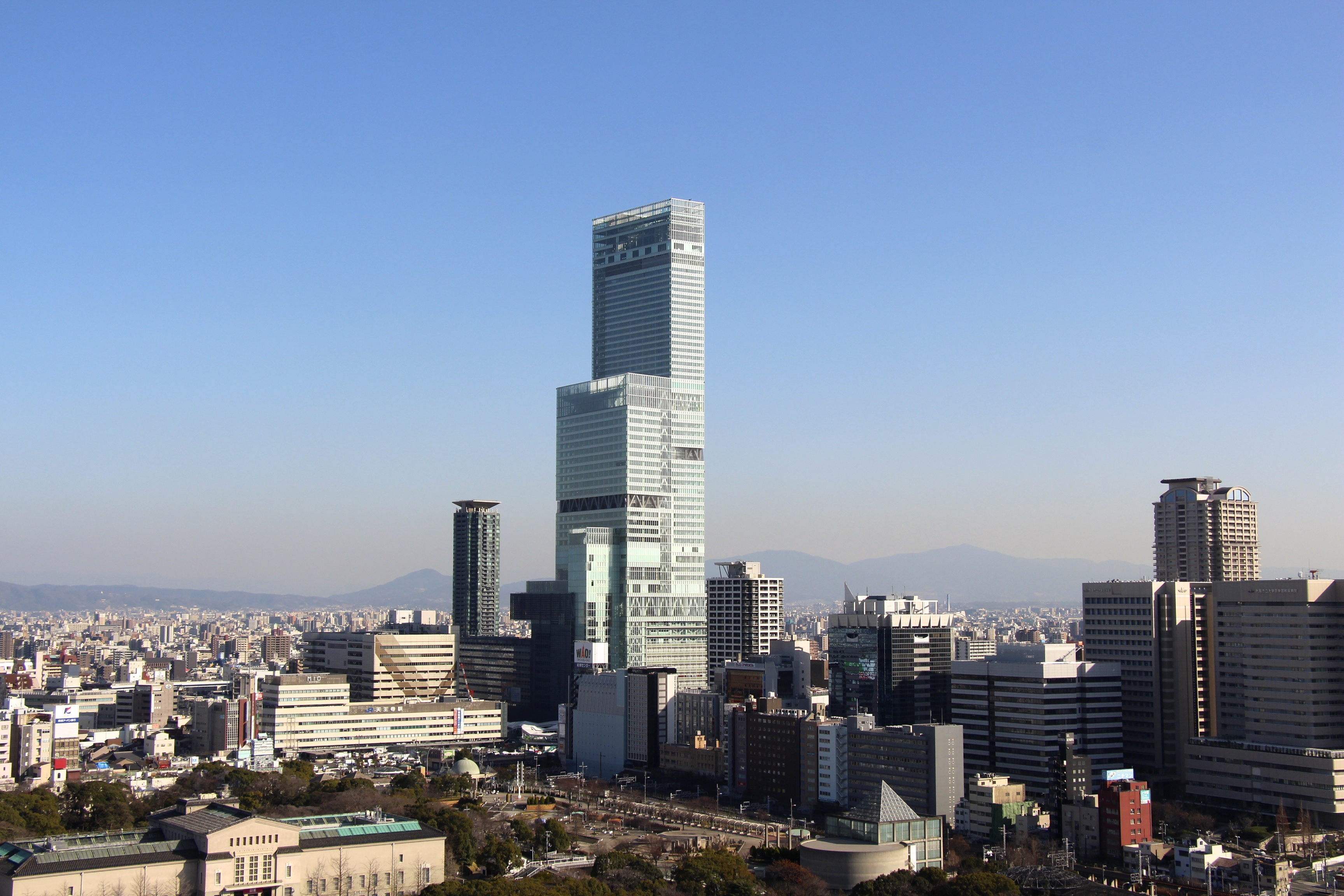
일본에서 가장 높은 마천루 아베노하루카스